# Bulbul des raphias
Thescelocichla leucopleura
Genre
Espèce
Statut de conservation UICN

 LC  : Préoccupation mineure
Le Bulbul des raphias (Thescelocichla leucopleura) est une espèce de passereaux de la famille des Pycnonotidae, la seule représentante du genre Thescelocichla.

## Répartition
Cet oiseau vit en Afrique équatoriale.

## Habitat
Son habitat naturel est les forêts sèches et les marais subtropicaux ou tropicaux ainsi que les savanes humides.